# Zee van Halmahera
De Zee van Halmahera is een randzee van de Grote of Stille Oceaan, gelegen in Indonesië ten oosten van het eiland Halmahera, onderdeel van de Molukken. In het zuiden grenst de Zee van Halmahera aan de Seramzee. In het oosten ligt de Vogelkop van West-Papoea. Het heeft een oppervlakte van 95,000 km².